# Тридцать три
«Тридцать три» — советская кинокомедия 1965 года режиссёра Георгия Данелии. Главную роль сыграл Евгений Леонов.

## Сюжет
Зубной врач провинциального города Верхние Ямки Аркадий Борисович Шереметьев сделал неожиданное научное открытие, обнаружив в полости рта пациента Ивана Сергеевича Травкина (Евгений Леонов) 33-й сверхкомплектный зуб. Изнывающего от боли Травкина, оторвав от работы (он трудился старшим технологом на местном заводе безалкогольных напитков), повезли в Москву, где он производит фурор и становится звездой. Из-за происков завистника-конкурента Прохорова, который в дальнейшем сам становится пациентом психиатров, он едва не становится пациентом сумасшедшего дома (все признаки-то налицо!), а затем героем международной научной конференции и (в своём сне) посланцем к марсианам.

## В ролях
- Евгений Леонов — Иван Сергеевич Травкин
- Нонна Мордюкова — Галина Петровна Пристяжнюк, начальник Облздравотдела
- Инна Чурикова — Розочка Любашкина, «новая пассия» Травкина
- Любовь Соколова — Люба, жена Травкина
- Маргарита Гладунко — Фрося, работница завода безалкогольных напитков
- Виктор Авдюшко — Миша, водолаз
- Геннадий Ялович — Аркадий Борисович Шереметьев, врач-стоматолог
- Николай Парфёнов — Прохоров, завистник Травкина
- Виллор Кузнецов — Игорь Безродный, фотокорреспондент газеты
- Савелий Крамаров — Родион Хомутов, поэт-халтурщик
- Аркадий Трусов — Анатолий Петрович Иванов, директор завода безалкогольных напитков
- Юрий Саранцев — беззубый таксист
- Светлана Светличная — Нина Светлова, диктор телевидения
- Вячеслав Невинный — Василий Любашкин, муж Розочки
- Владимир Басов — директор областного музея
- Фрунзик Мкртчян — профессор Брук (в титрах — Ф. Мкртычан)
- Мария Виноградова — Раиса Яковлевна, стоматолог
- Олеся Иванова — Горина, председатель комиссии по счёту зубов
- Сергей Мартинсон — Валентин Петрович, отец Розочки
- Ирина Скобцева — Вера Фёдоровна, врач-психиатр

## Съёмочная группа
- Сценарий: Валентин Ежов, Виктор Конецкий, Георгий Данелия
- Режиссёр: Георгий Данелия
- Композитор: Андрей Петров
- Оператор: Сергей Вронский
- Художник-постановщик: Александр Борисов
- Звукооператор: Владимир Крачковский
- Дирижёр: Эмин Хачатурян
- Оператор комбинированных съёмок: Борис Травкин
- Соло на трубе: Ю. Лукьянов
- Текст стихов: Юрий Левитанский

## История фильма
В 1965 году фильм, выйдя в прокат, не задержался в нём и двух недель. Рассказывают, что тогдашний секретарь ЦК КПСС по идеологии Михаил Суслов, увидев в фильме кортеж (автомобиль «Чайка» в сопровождении эскорта мотоциклистов), усмотрел в этом пародию на встречу космонавтов и приказал убрать эту «клевету на нашу социалистическую действительность». Георгий Данелия отказался вырезать эти кадры, и тогда фильм был изъят из широкого проката.

…Двадцать пять лет картина была запрещена, и все двадцать пять лет она время от времени появлялась на экранах — в клубах, в воинских частях и даже в кинотеатрах на окраинах Москвы… А я в семидесятых годах смотрел её заезженную копию на военной базе на Кубе.
Между прочим. После перестройки, когда все стали хвастаться своими «закрытыми» фильмами, я решил примкнуть к хору и тоже стал рассказывать, что мой фильм «Тридцать три» пролежал на полке двадцать пять лет. Но номер не прошёл: в застойные семидесятые почти все умудрились посмотреть мой сверхзакрытый фильм на экране.
— Георгий Данелия. «Безбилетный пассажир»
Руководитель подготовки космонавтов, Герой Советского Союза Николай Каманин пишет в своём дневнике от 2 февраля 1966 года:
Леонов, Гагарин и другие космонавты просили меня принять меры по запрещению выпуска на широкий экран кинокомедии «Тридцать три»: они считают, что данный фильм принижает заслуги космонавтов. Вчера Вершинин, Рытов, я и группа офицеров центрального аппарата ВВС просмотрели эту кинокомедию. Картина всем понравилась, мы не обнаружили в ней ничего предосудительного. Лично я более часа смеялся и с удовольствием следил за развитием «успехов» Травкина.

## Факты
- В титрах фильма жанр указан как «ненаучная фантастика».
- Часть съёмочного процесса прошла в Ростове Ярославской области и непосредственно в самом городе Ярославле. В кадре на волжской набережной можно увидеть строящийся Октябрьский мост.
- Начиная с этого фильма, Евгений Леонов вплоть до смерти играл во всех без исключения работах Георгия Данелии.[3]
- Евгений Леонов и Любовь Соколова, игравшие в фильме супругов Ивана и Любу, играли супружескую пару с такими же именами и в фильме «Белорусский вокзал».
- Начиная с этого фильма, во многих фильмах Георгия Данелии, а также в работах других режиссёров, где снимался Евгений Леонов, в том или ином виде в исполнении Леонова звучит песня «Марусенька»: «На речке, на речке, на том бережочке мыла Марусенька белые ножки…».[4]
- Это последний фильм Георгия Данелии, снятый им на чёрно-белую плёнку.
- На заводе безалкогольных напитков, где работает герой Евгения Леонова Иван Травкин, одна из эссенций называется "Грибная сырость" - аллюзия на стихотворение И.А. Бунина "Не видно птиц. Покорно чахнет....".